# Kratie (ville)
Kratie est une ville du Cambodge, chef-lieu de la province du même nom. Elle se situe sur le Mékong.
On y trouve entre autres les fameux "compartiments chinois" (en anglais : shophoused) de deux, trois ou quatre niveaux : boutique sur la rue, entrepôt et séjour à l'arrière ; et appartements dans les étages supérieurs.

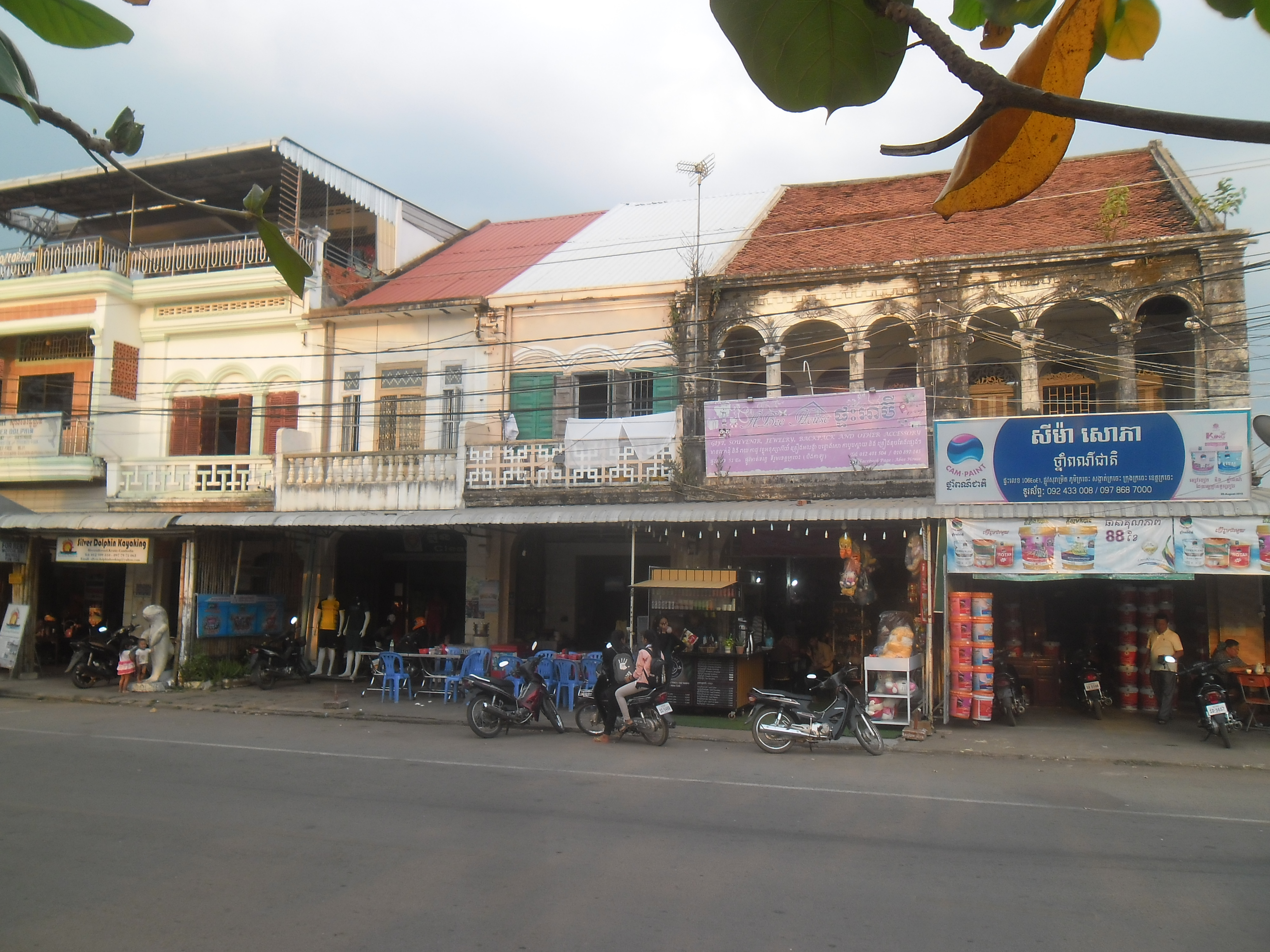
Compartiments chinois (en 2018)

## Galerie

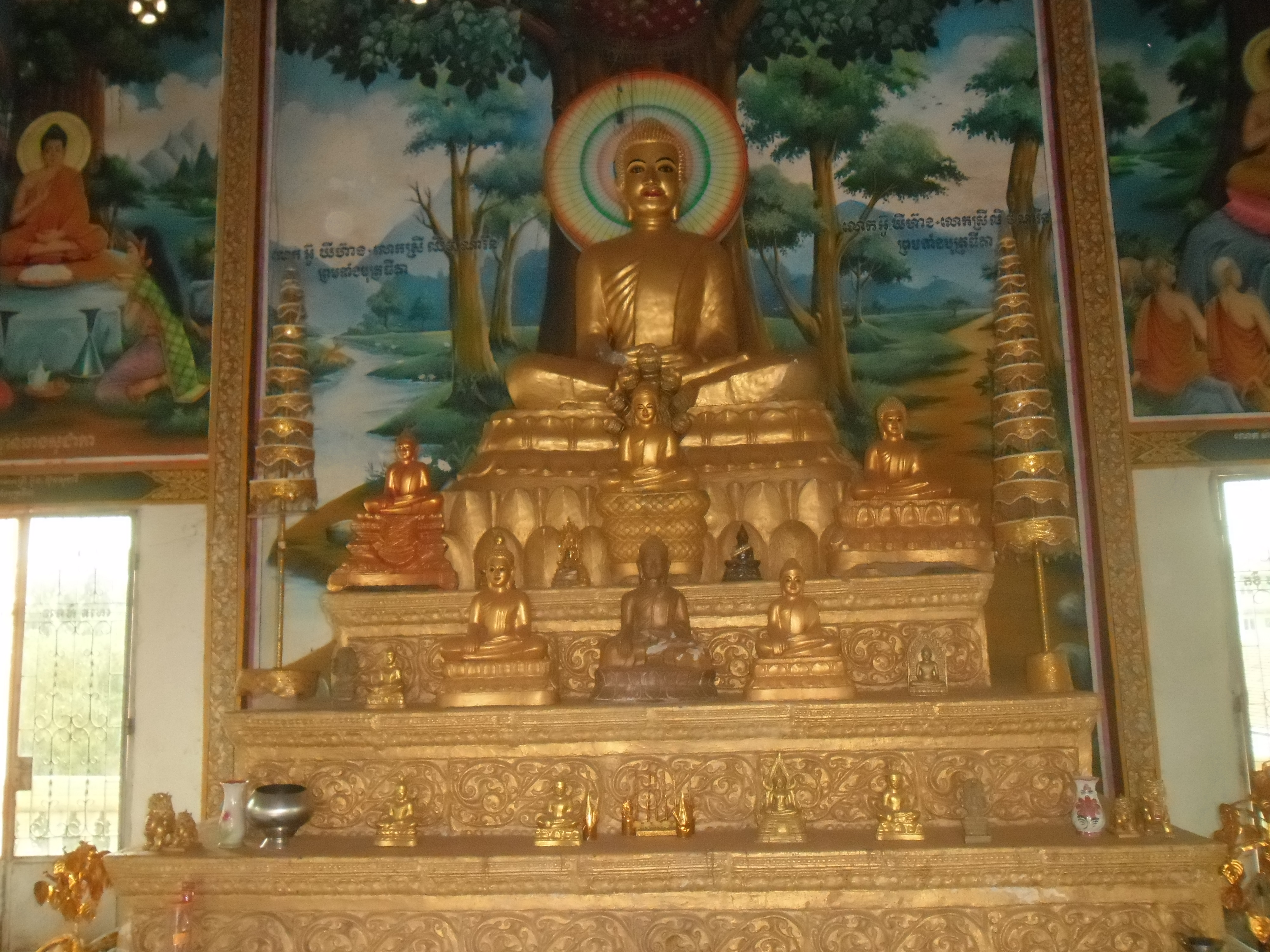
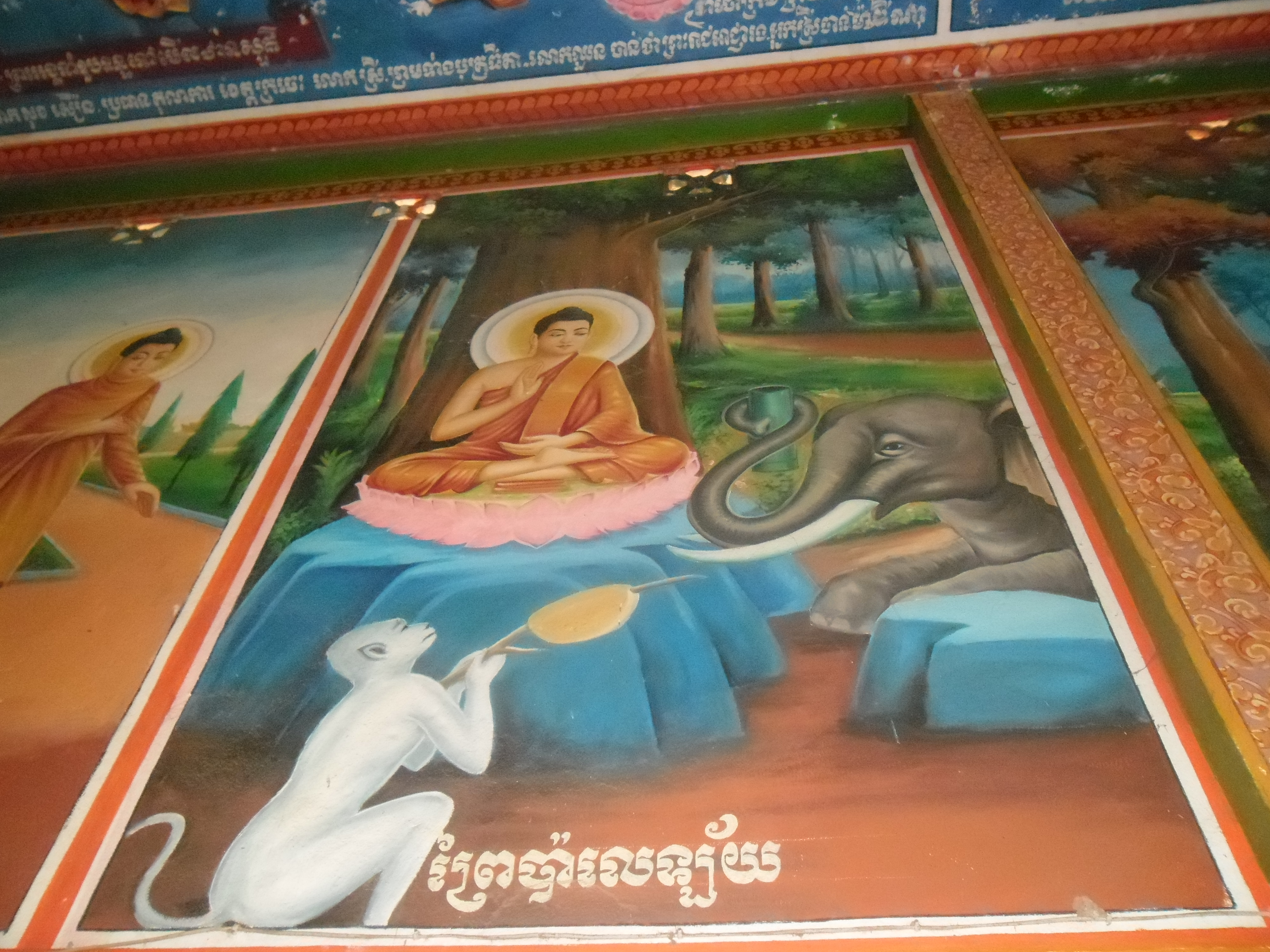
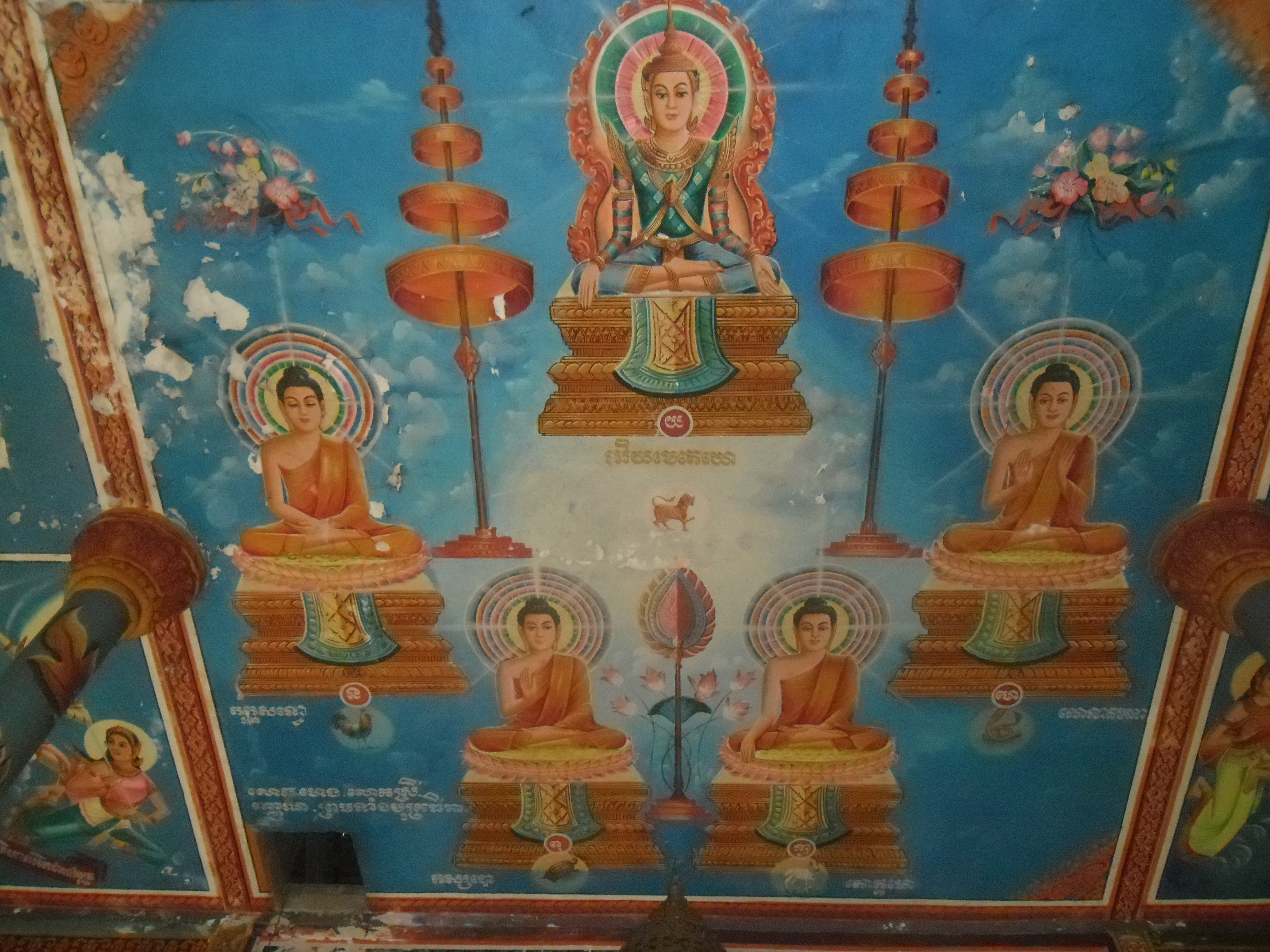
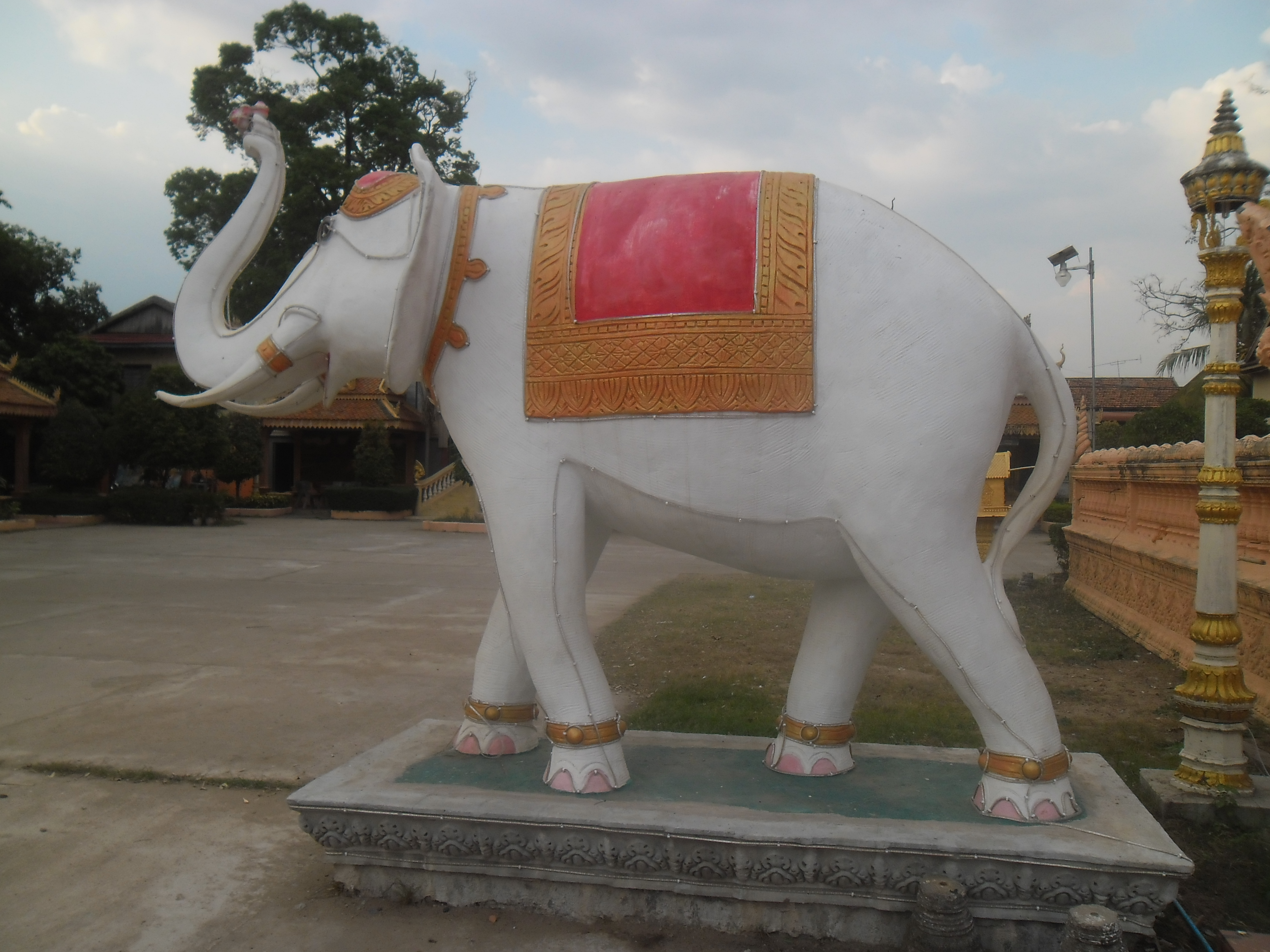
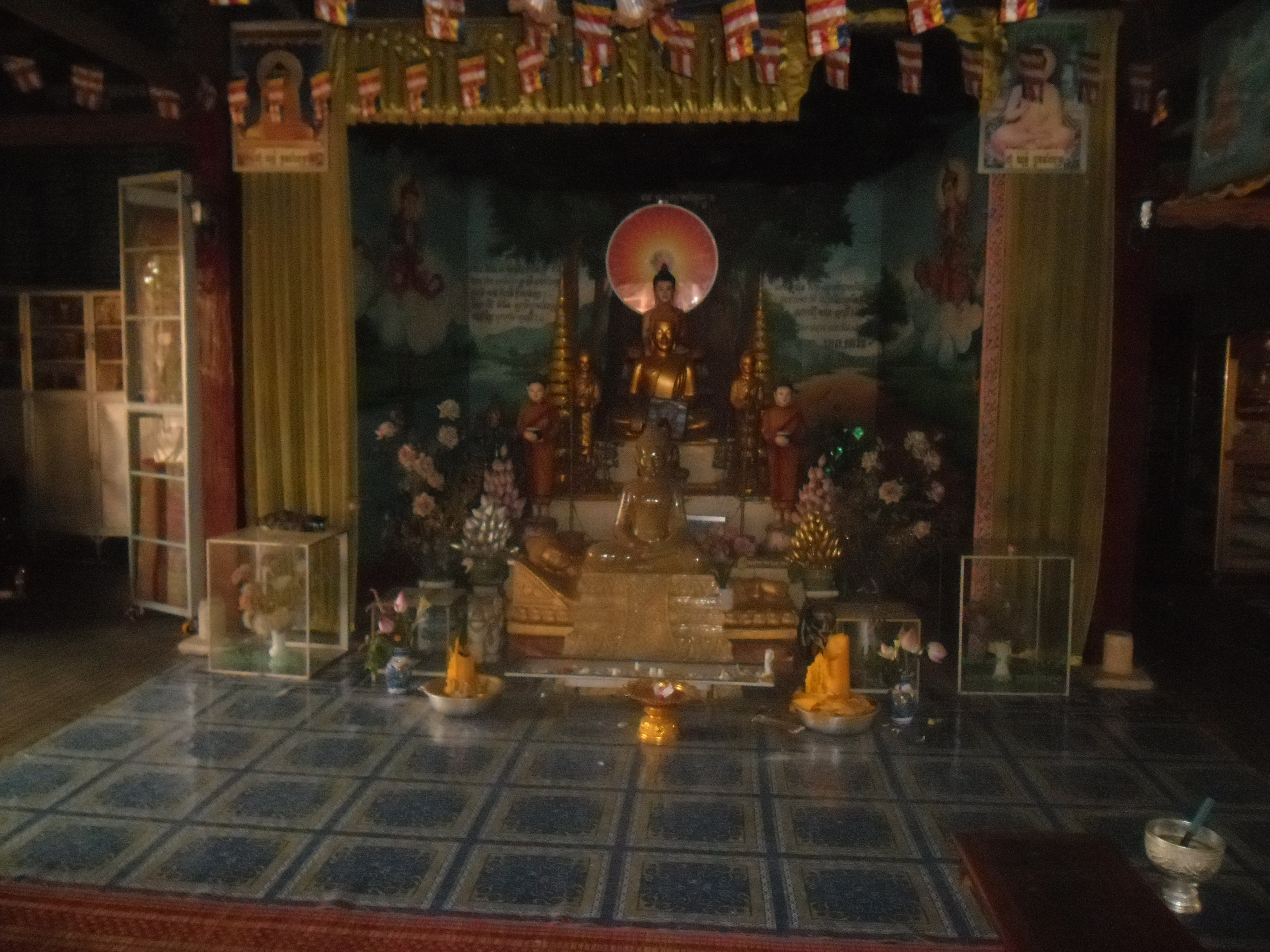
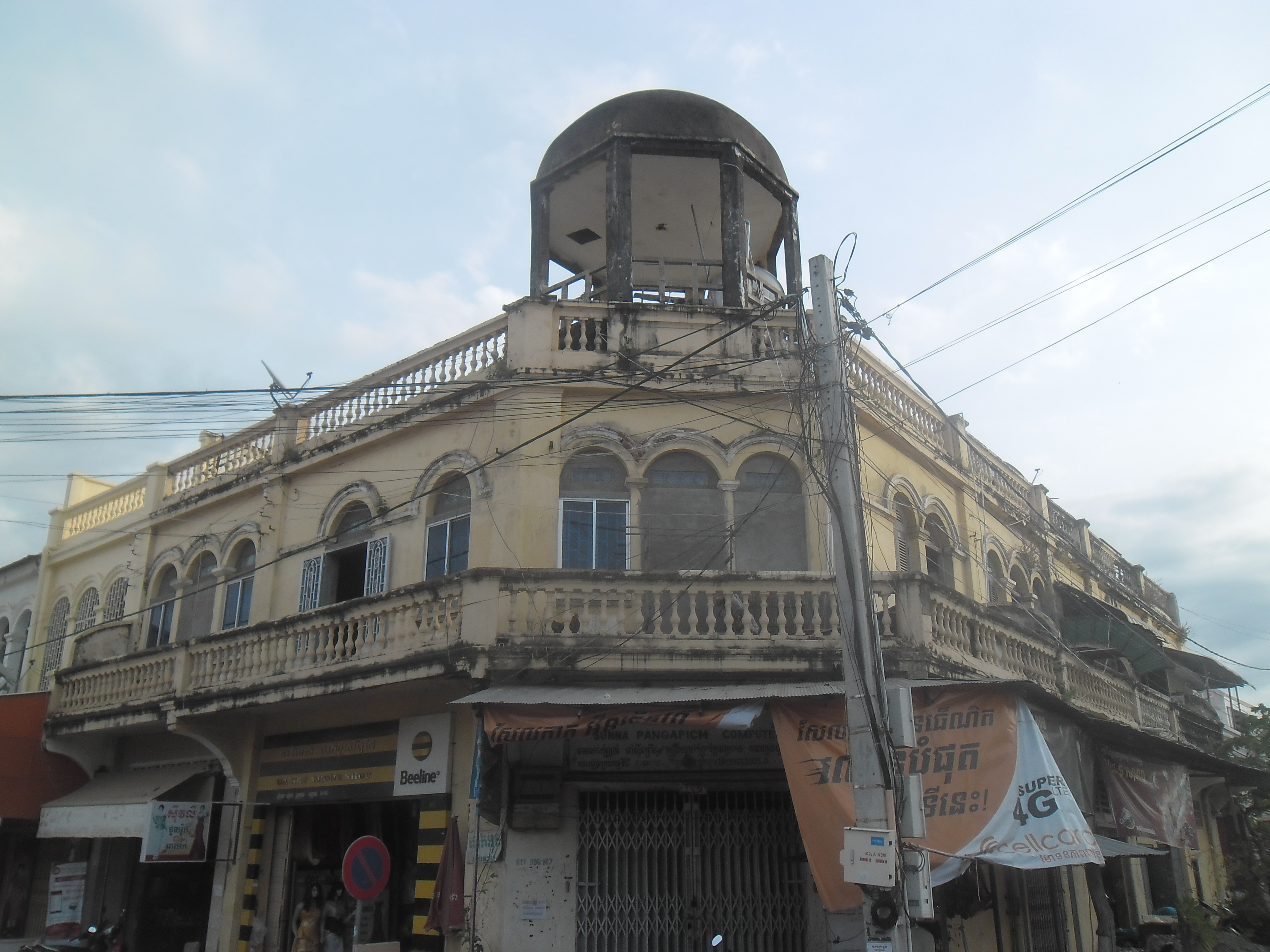
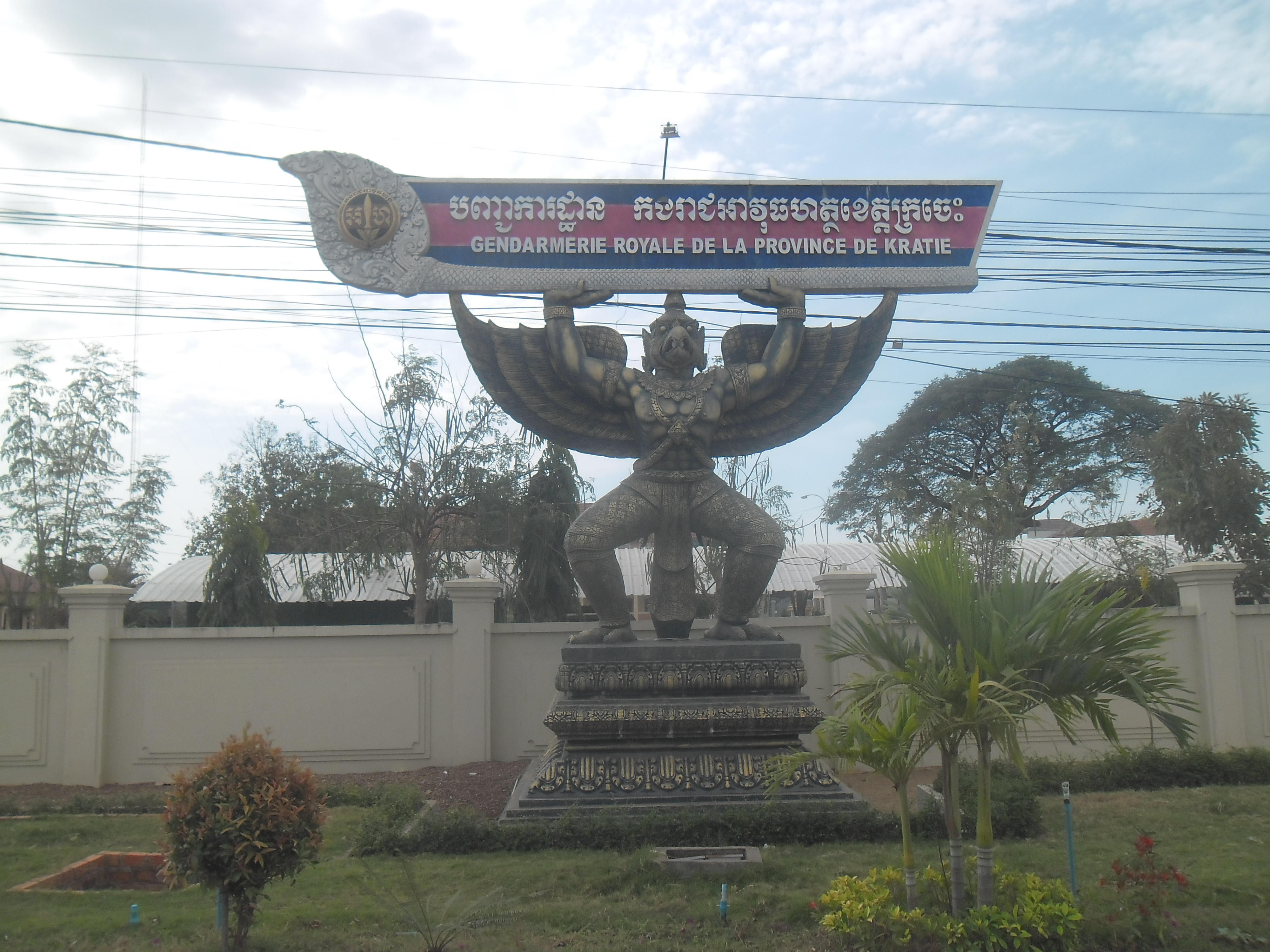
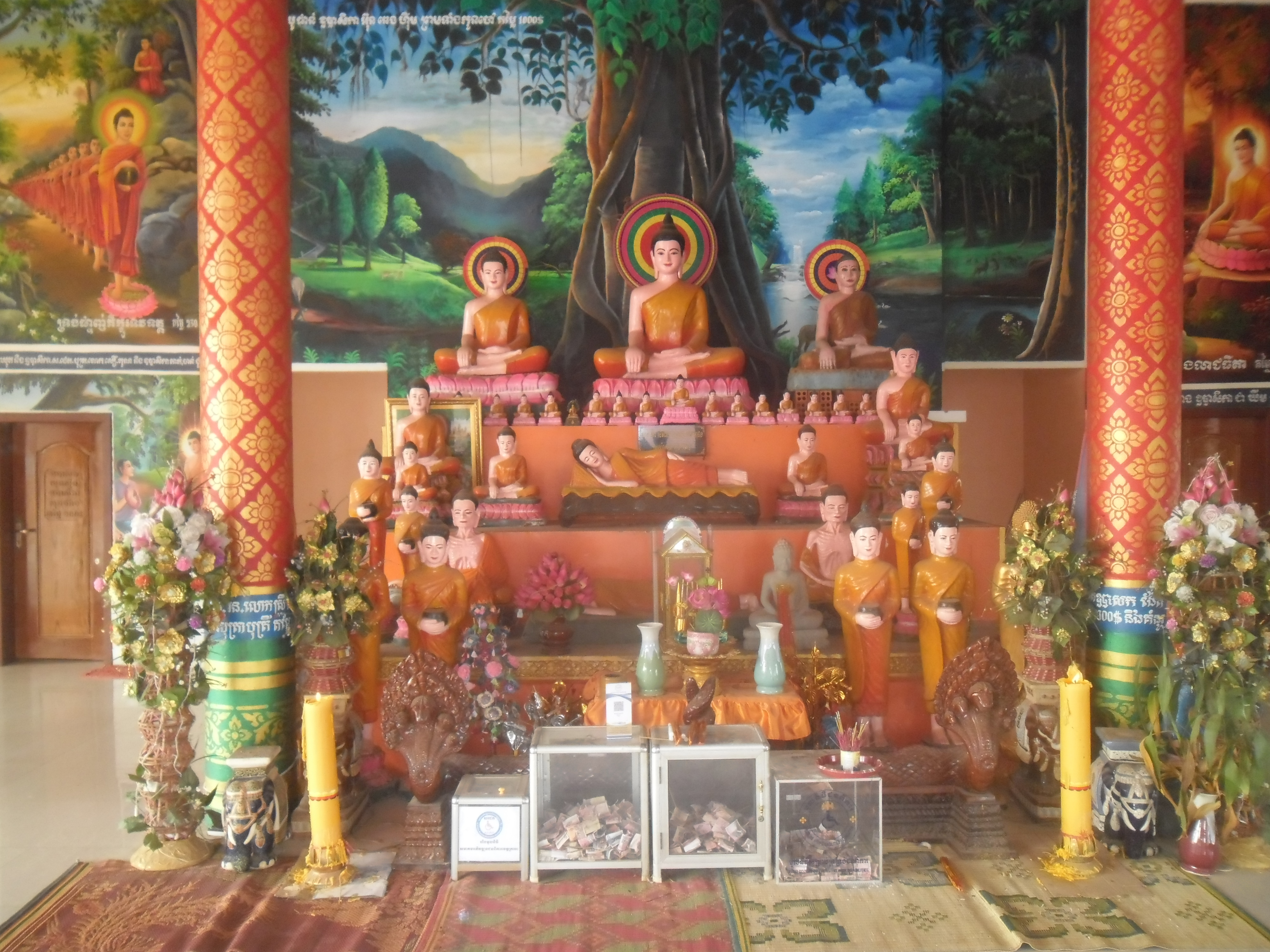
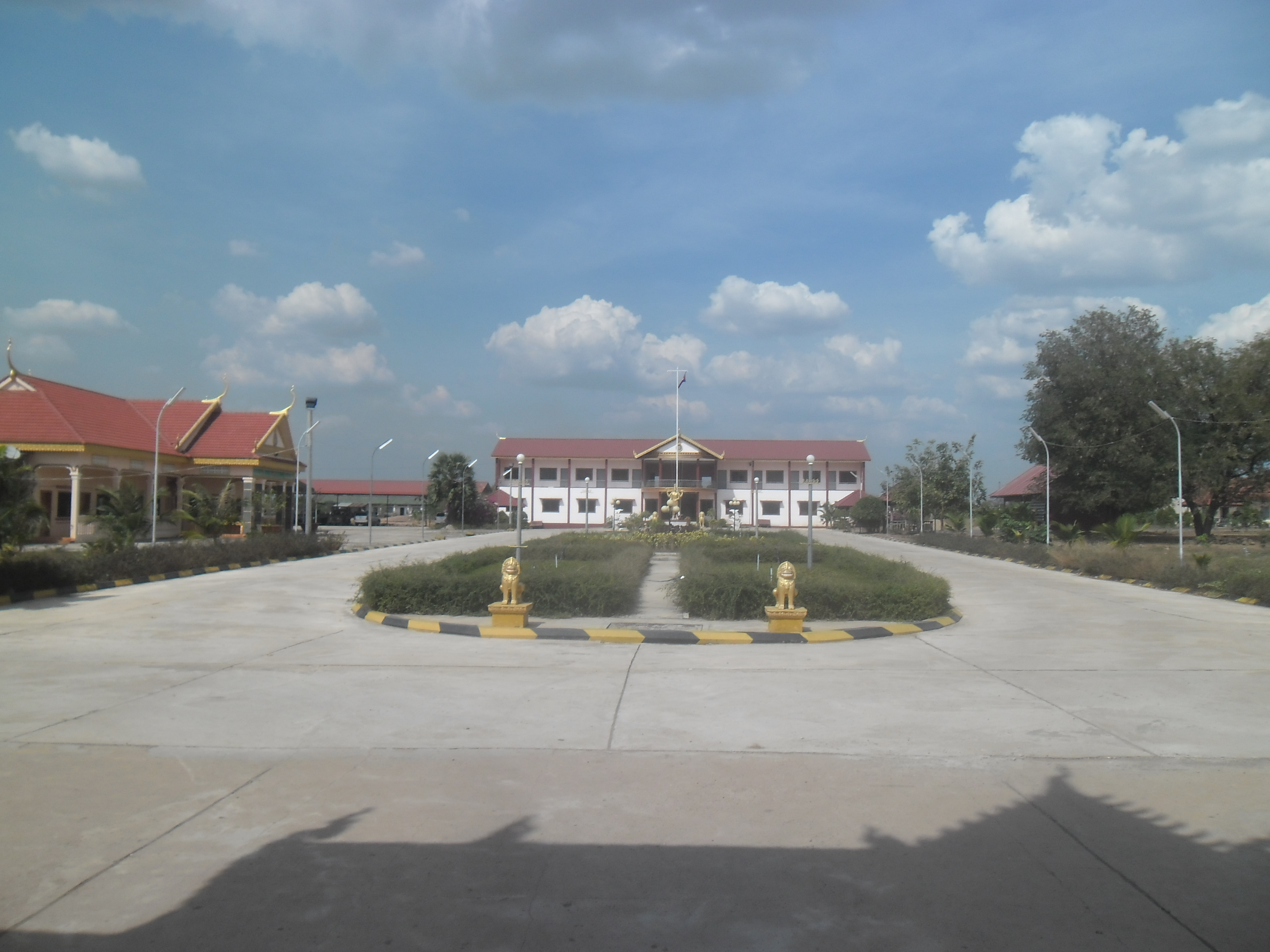